# Espinillar
El Espinillar es una bebida alcohólica uruguaya, variante del ron. Se obtenía mediante la destilación de mieles de cañas de azúcar y se añejaba en barriles de roble por un mínimo de tres años. 
Fue producido hasta 2018 por la Compañía Ancap de Bebidas y Alcoholes S.A., año en que cerró la única compañía que lo producía. Se presentaba en dos variantes: el "clásico" y el "roble". El espinillar roble poseía un añejamiento de 10 años en barriles de roble. 
Esta bebida solía ser consumida sola, con bebidas cola o combinada en cócteles.
Fue creada en el año 1958. Competía con el whisky, aunque su fabricación es similar al ron.
Cuando la demanda de bebidas alcohólicas comenzó a crecer, ameritó que la empresa estatal ANCAP construyera en Paysandú una importante destilería (parte de su División Alcoholes) donde primeramente procesó maíz, melazas y azúcar crudo. Otras materias primas que también comenzó a procesar, eran melazas de remolacha y caña de azúcar crudo, procediendo a producir alcohol y aguardientes de caña para bebidas tales como el espinillar, la grappa, la caña y el ron.
El 25 de julio de 2018 cesa su producción debido al cierre de la estatal CABA S.A. que se encargaba de su producción.